# Klaus Held
Klaus Held (Düsseldorf, 1 de febrero de 1936 - Wuppertal, 6 de diciembre de 2023 ) fue un filósofo alemán. Su interés se centró en la fenomenología de Edmund Husserl y Martin Heidegger, así como en la filosofía antigua y la filosofía política.

## Biografía
Held realizó estudios de filosofía y filología clásica en las universidades de Múnich, Friburgo, Bonn y Colonia (1956-1962). Defendió su tesis doctoral en la Universidad de Colonia, bajo la supervisión de Ludwig Landgrebe, experto en la obra de Edmund Husserl. Asistente de Landgrebe desde 1962 hasta 1970, año de su habilitación, enseñó primero en Aquisgrán y luego, desde 1974 hasta 2002, en la Universidad de Wuppertal.
Dirigió la Sociedad Alemana de Investigaciones Fenomenológicas ( Deutsche Gesellschaft für phänomenologische Forschung ) y fundó, con Bernhard Waldenfels, el Colegio doctoral “ Fenomenología y hermenéutica », de las Universidades de Bochum y Wuppertal.

## Obra
La obra de Klaus Held es continuación de la fenomenología fundada por Husserl. Para Held, la « fenomenología del mundo » debe retomar la filosofía tal como fue fundada por los griegos. La investigación de Held se basa tanto en el concepto husserliano de « mundo de la vida » y en la « Fenomenología de lo inaparente », desarrollado por Heidegger.
La « fenomenología del mundo » se puede dividir en dos ramas distintas. Por un lado un « Fenomenología del mundo político », que debería proporcionar una base histórico-sistemática de la filosofía política, en conexión con Hannah Arendt. Y por otro lado, una « Fenomenología del mundo natural » , esto es, intenta fundar una ecología filosófica repensando ciertos conceptos clave del mundo y de la vida ( “elementos ", " tierra ", etc.).
En la edad del desarrollo « globalizado » de la humanidad, cada una de las dos ramas de la fenomenología del mundo debe abordar el problema de las relaciones mantenidas por una parte por esta humanidad « global ». En este contexto, un papel determinante corresponde a la cultura europea y su capacidad para crear entendimiento con otras culturas.

## Publicaciones
- Lebendige Gegenwart. Die Frage nach der Seinsweise des transzendentalen Ich bei Edmund Husserl, entwickelt am Leitfaden der Zeitproblematik, Phaenomenologica Bd. 23, La Haye, M. Nijhoff, 1966.
- Heraklit, Parmenides und der Anfang von Philosophie und Wissenschaft. Eine phänomenologische Besinnung, Berlin/New York, 1980.
- Einführung in Husserls Phänomenologie, in Edmund Husserl, Die phänomenologische Methode et Phänomenologie der Lebenswelt, éd. par Klaus Held, Stuttgart, Reklam, 3e éd. 1998 et 2000.
- Treffpunkt Platon. Philosophischer Reiseführer durch die Länder des Mittelmeers, Stuttgart, 1990, 3e éd. 2001, poche, 2009.
- Phänomenologie der politischen Welt, Francfort, Peter Lang, 2010.
- Phänomenologie der natürlichen Lebenswelt, Francfort, Peter Lang, 2012.
- Zeitgemäße Betrachtungen, Francfort, Klostermann, 2017.
- Der biblische Glaube. Phänomenologie seiner Herkunft und Zukunft, Francfort, Klostermann, 2018.